# Écluse de Widmead

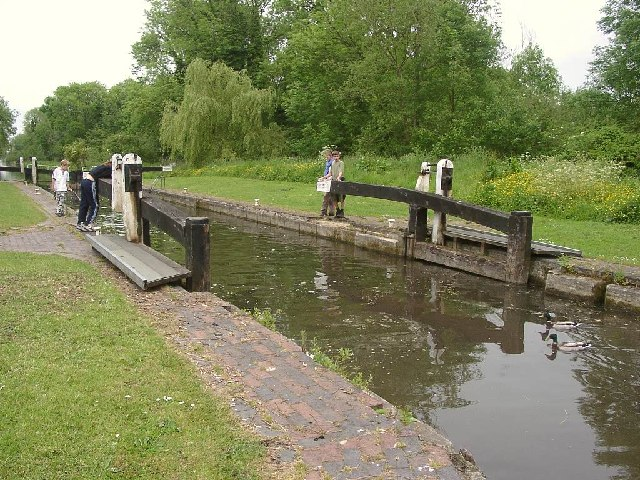
L'écluse de Widmead sur le canal Kennet et Avon.

L’écluse de Widmead est une écluse sur le canal Kennet et Avon, située entre Newbury et Thatcham, dans le Berkshire, en Angleterre.
L'écluse de Widmead a été construite entre 1718 et 1723 sous la direction de l'ingénieur John Hore de Newbury. Le canal est administré par la British Waterways. L’écluse permet de franchir un dénivelé de 1,09 m (3 pi 7 po).